# St. Leonhard (Stadl)

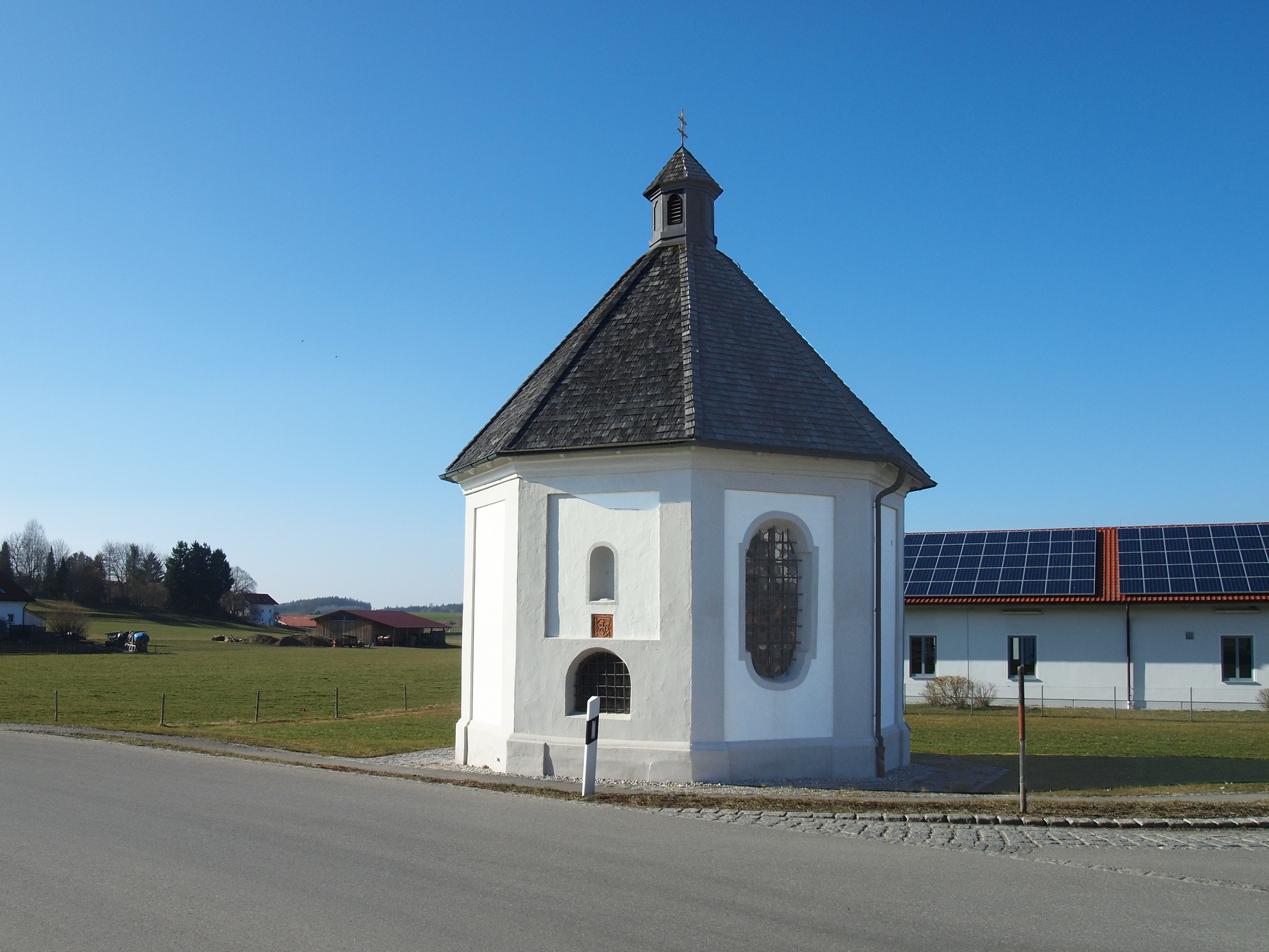
St. Leonhard in Stadl

Die katholische Kapelle St. Leonhard steht in Stadl, einem Gemeindeteil von Vilgertshofen im oberbayerischen Landkreis Landsberg am Lech. Sie ist in der Liste der Baudenkmäler in Vilgertshofen als Baudenkmal unter der Nr. D-1-81-133-2 eingetragen. Die Kapelle gehört zur Pfarrei St. Johannes der Täufer (Stadl) im Dekanat Landsberg (Bistum Augsburg).

## Beschreibung
Der Sage nach soll schon vor dem Bau der heutigen Kapelle am Weg zwischen Stadl und Pflugdorf eine Kapelle gestanden haben, die zur Abwehr einer Viehseuche oder zum Dank für erfolgreiche Verschonung von einer Seuche erbaut worden sein soll. 1693 regte der Stadler Pfarrer Georg Haller an, die Kapelle zu erweitern.
So entstand die heutige Kapelle im Barockstil. Es ist ein Zentralbau auf achteckigem Grundriss, die Wände sind mit Lisenen an den Ecken verziert. Das Zeltdach wird von einer Laterne bekrönt. Darin hängt eine kleine Glocke, die nach wie vor (Stand 2025) mit einem Seil geläutet wird. 1695 konnte erstmals die heilige Messe dort gefeiert werden, im Februar 1696 weihte der Augsburger Weihbischof Egolph Freiherr von Westernach das Gotteshaus. Der Eingang war ursprünglich an der Südseite, unmittelbar an der Straße, wurde aber 1961 an die Westseite verlegt. Im Zuge einer Renovierung von 2002/03 wurde die ursprüngliche Schindeleindeckung wiederhergestellt, nachdem das Dach längere Zeit mit Blechtafeln gedeckt war. Gleichzeitig wurde das Umfeld neu gestaltet, und die Kapelle kam wieder ins Eigentum der örtlichen Kirchenstiftung, nachdem sie zu einem nicht mehr bekannten Zeitpunkt in den Besitz des Landkreises übergegangen war.
Der Altaraufsatz zeigt die Figuren von drei „Viehheiligen“: in der Mittelnische des Retabels zwischen zwei gedrehten Säulen der heilige Leonhard, erkennbar an der Kette, von der Gefangene auf sein Gebet hin befreit worden sein sollen, die aber auch als Viehkette gedeutet wurde. Rechts ist es der heilige Wendelin und links irrtümlich der heilige Antonius von Padua mit dem auf einem Buch sitzenden Jesuskind. Der Schutzpatron der Tiere ist Antonius von Ägypten. Im Altarauszug steht eine Mondsichelmadonna. Geschaffen wurden die Figuren wahrscheinlich von Lorenz Luidl.
Ein ursprünglich zur Ausstattung der Kapelle gehörendes spätgotisches Kruzifix aus der Zeit um 1510 bis 1520 befindet sich inzwischen an der nördlichen Langhauswand der Stadler Pfarrkirche.
Das Deckenfresko in der Kapelle zeigt den hl. Leonhard über einer alten Ortsansicht von Stadl.
An der Südseite der Kapelle ist außen eine Tontafel angebracht. Neben dem Christusmonogramm und dem flammenden Herzen Jesu zeigt sie die Jahreszahl 1695, das Baujahr der Kapelle. Außerdem steht auf der Tafel über dem Christusmonogramm der Name des Bauern Adam Södlmeier aus Stadl, der den Neubau finanziert hatte.